# Kartuzijani
Kartuzíjani (lat. Ordo Cartusiensis), kratica (Ocart) so katoliški verski red, ki ga je leta 1084 ustanovil sveti Bruno.

## Ustanovitev reda
Sveti Bruno (1027/1030 - 1101) učenjak in učitelj, se je rodil v Kölnu, v ugledni in premožni rodbini. Po šolanju v domačem kraju je obiskoval teološko univerzo v Reimsu, kjer je postal vodja katedralne šole in član tamkajšnjega kapitlja, pozneje tudi kancler. Zaradi sporov znotraj Cerkve in v politiki se je umaknil iz javnega življenja ter se odločil za puščavništvo. V tej želji je obiskal Grenoble, kjer mu je tamkajšnji škof, sv. Hugo, ponudil naselitev v osamljeni visokogorski kotlini Chartreuse, v Dofinejskih Alpah.
Tako se je Bruno skupaj s škofom Hugom in šestimi somišljeniki odpravil na lokacijo, kjer so zgradili prvi samostan, imenovan Grande Chartreuse (izg. gránd šartréz), z lesenimi hišicami za posamezne menihe vzdolž hodnika, ki povezuje cerkev, skupno jedilnico in prostor za občasna srečanja. Tamkajšnjo prvo redovno cerkev so posvetili 24. junija 1085, po dolini pa je red dobil svoje ime. 
Sveti Bruno ni napisal redovnih pravil, pač pa njegovi učenci, predvsem Guido, peti prior Velike kartuzije. Leta 1133 jih je potrdil papež Inocenc II., sedem let kasneje pa še zbor priorjev vseh kartuzij, zato se leto 1140 šteje za leto ustanovitve kartuzijanskega reda. Takrat so bili napisani tudi temeljni kartuzijanski besedili, to so Statuti in Redovna pravila.
Samostan kartuzijanov se imenuje kartuzíja, njihov predstojnik je  prior oz. priorka.
Kartuzijani nosijo oblačilo, sestavljeno iz belega habita s kapuco ter belega škapulirja.

## Redovno življenje
Kartuzijani so t.i. koinobiti (gr. koinos = skupen ter bios = življenje), kar pomeni, da so se zavezali k življenju v skupnosti, skupaj z drugimi sobrati. Podoben pomen ima tudi izraz cenobit, ki tudi označuje posameznika, zavezanega življenju v skupnosti. Kartuzijani so tudi eremiti oz. puščavniki (gr. eremos = puščava), ker so se zavezali k življenju v samoti, s strogimi redovnimi pravili. Značilnost reda je tudi kontemplativnost, kar pomeni, da velik del svojega življenja posvečajo poglobljenemu duhovnemu razmišljanju in molitvi. 
Kartuzijani so v središče svojega življenja postavili knjigo, tako za branje kot za osebno izpopolnjevanje, za prepisovanje in ustvarjanje novih del, za širjenje božje besede in znanj, saj so zaradi strogih redovnih pravil prihajali le redko v stik z drugimi ljudmi.
Menihi se ukvarjajo z umskim in telesnim delom, in sicer je njihov vsakdan razdeljen na osem ur molitve, osem ur dela in osem ur počitka.
Patri (vsi so ali bodo postali duhovniki), živijo v svojih celicah (ločenih hišicah), ki jih s samostansko cerkvijo povezuje hodnik velikega križnega hodnika. Sestanejo se samo ob skupni molitvi, ob liturgiji in enkrat na teden ob skupnem kosilu.
Med ljudmi kroži veliko pripovedi o skrivnostnem življenju kartuzijanov, še toliko bolj, ker je vstop v delujočo kartuzijo že od samih začetkov reda prepovedan vsem ženskam, le v začetku 70-ih let preteklega stoletja si je kartuzijo Pleterje od znotraj lahko ogledala Jovanka Broz, med protokolarnim obiskom, kot žena predsednika države. Delujoče kartuzije so zvečine zaprte za oglede vseh, tudi moških obiskovalcev, drugače pa so vstopi v prostore znotraj klavzure le izjemni, pogojevani z vzrokom ogleda.

## Zgodovina reda
Kontemplativni način življenja kartuzijanov, v samoti njihovih meniških celic, je povezan tudi z mistiko nekdanjih časov. Ljudje so si zaradi tegob in negotovosti življenja, v zvezi s tedanjo izpostavljenostjo kužnim boleznim, lakoti, vojnam in ujmam želeli imeti kartuzijane v svoji bližini, saj so upali, da bodo zaradi predanih molitev kartuzijanov, v posmrtnem življenju dosegli odrešenje in večno srečo. Prav zaradi tega tudi med tedanjimi plemiči in mogočneži ni bilo malo takšnih, ki so kartuzijanom podarjali posesti, darila in privilegije. Kljub temu obstajajo tudi pisni viri, da so nekateri fevdalci kartuzijanom povzročali škodo, ko so omejevali njihove pravice. V nekaterih takšnih sporih, tudi na današnjem slovenskem ozemlju, je moral posredovati celo sam papež. S staranjem (in mislijo na smrt), so mnogi plemiči postali ponižni in se pokesali za vse storjene krivice. Takšna je bila npr. usoda Leopolda II. iz roda Konjiških gospodov, ki je na smrtni postelji postal član žičkega samostana.
Sprva so novi kartuzijanski samostani nastajali v bližini Velike kartuzije, na jugovzhodu Francije, in se počasi razširili po vsej Evropi. Do leta 1200 je bili ustanovljeno 37 kartuzij, do leta 1500 pa 117, kar je malo, vsaj v primerjavi z drugimi redovi. Vodstvo reda je bilo zadržano glede sprejema novincev in je o slehernem odločalo po premisleku. Kartuzijani so vseskozi ohranjali prvotno strogost; so edini cerkveni red, ki ni nikoli doživel reformnih postopkov, saj ni nikoli skrenil s prvotne poti, zato se o njem se je ohranil latinski rek: Ordo non lapsus.

### Slovenske kartuzije
- Žička kartuzija
- kartuzija Jurklošter
- kartuzija Bistra
- kartuzija Pleterje

Žička kartuzija, ustanovljena okoli leta 1160, je bila devetnajsti samostan kartuzijanov, prvi samostan reda izven Francije in Italije, ter najstarejša kartuzija v Srednji Evropi. Tudi kartuziji Jurklošter in Bistra sta po času nastanka sodili med zgodnje kartuzije znotraj reda. V času Velike zahodne shizme, ko so imele naše najstarejše kartuzije verjetno največji vpliv, je leta 1407 nastala še kartuzija Pleterje, ki edina deluje še danes.

## Kartuzijani danes
Danes po vsem svetu živi približno 380 kartuzijanov in kartuzijank v dvaindvajsetih kartuzijah, od teh je sedemnajst moških in pet ženskih.
Pet kartuzij stoji v Franciji, štiri v Španiji, tri v Italiji, dve v Južni Koreji, po ena pa v Angliji, Argentini, Braziliji, Nemčiji, na Portugalskem, v Sloveniji, Švici in ZDA.
Na čelu kartuzijanskega reda je generalni kapitelj, na zasedanju katerega se vsaki dve leti zberejo vsi priorji. Izven generalnega kapitlja vodi red general, ki ga izvoli skupnost Velike kartuzije in ki je obenem tudi njen prior. Prav tako si tudi skupnosti v posameznih kartuzijah (hišah) same izvolijo priorja. Edinost reda zagotavljata generalni kapitelj in redna vizitacija posameznih kartuzij. Tudi kartuzijanke (redovnice) imajo svoj generalni kapitelj, katerega se udeležijo tudi general kartuzijanov in tisti patri, ki izvršujejo vizitacijo v sestrskih kartuzijah.

### Patri
Patri živijo v svojih celicah vzdolž križnega hodnika kartuzije, ki jih zapustijo le ob določenih urah skupne liturgije ali ob redkih priložnostih skupnega razvedrila. Zvestoba celici je v kartuzijanskem življenju odločilnega pomena. V Kartuzijah se telefona, interneta in drugih tehnoloških pripomočkov za osebne potrebe ne uporablja.
Celica patra je pravzaprav enonadstropna hišica, obdana z vrtičkom. Spodaj je delavnica, opremljena z orodjem, potrebnim za delo, saj patri tudi ročna dela opravljajo kar v celici. Zgoraj je predsoba, majhna kopalnica ter spalnica, kjer pater preživi večino svojega časa: tukaj moli, meditira, jé in spi.
Patri dobivajo hrano skozi okence poleg vhoda dvakrat na dan, razen v zimskem času, ko jo prejemajo samo enkrat, zvečer pa uživajo kruh in pijačo. Enkrat tedensko, navadno ob petkih, imajo post, ko preživljajo dan le ob kruhu in vodi. V adventu in postnem času se odrečejo tudi mlečnim jedem. Te postne zapovedi sicer zahtevajo nemajhno odpoved, nikakor pa niso škodljive zdravju. Enkrat tedensko imajo patri daljši sprehod zunaj samostanskih zidov. Tedaj hodijo v parih, in sicer menjaje, da vsak lahko govori z vsakim.

### Bratje
Tudi bratje živijo pristno samotarsko življenje, četudi je njihova samota manj vezana na celico. Z delom podpirajo samostansko skupnost v tistih potrebah, ki so jim posebej zaupane (npr. pralnica, krojaška delavnica, zelenjavni vrt, drvarnica, razna vzdrževalna dela itd.). Zaradi njihove pomoči se morejo patri bolj neovirano zadrževati v tišini celice. Bratje posvečajo ročnemu delu več časa kot patri, vendar ne več kot sedem ur na dan. Njihovo delo je porazdeljeno tako, da dela vsak - kolikor je mogoče - sam in v tišini.  Bratje živijo v posebnem delu samostana, v dvosobnih celicah s kopalnico.
Enkrat tedensko, navadno ob petkih, imajo tudi tisti bratje, ki to želijo, post, ko preživljajo dan le ob kruhu in vodi. V adventnem in postnem času jedo samo enkrat na dan in se odrečejo tudi mlečnim jedem. Ob dnevih, ko opravljajo kako naporno delo, smejo zajtrkovati. Zaradi večje količine fizičnega dela je postna zapoved bratov manj zahtevna zapoved patrov. Bratje imajo tak sprehod izven kartuzije enkrat mesečno, če to želijo. Razen teh sprehodov in drugih nujnih primerov (npr. odhod k zdravniku) patri in bratje nikoli ne zapustijo samostana. Starši in sorodniki jih lahko obiščejo vsako leto enkrat za dva dni skupaj ali dvakrat po en dan.
Prvim bratom, ki so jim rekli konverzi (spreobrnjeni), se je sčasoma pridružila še druga skupina, ki se imenujejo donati (podarjeni). Ti ne izrečejo zaobljub, pač pa se z medsebojno pogodbo izročijo Redu in živijo meniško življenje. Življenje donatov je v bistvenih elementih (samota, ločenost od sveta itd.) podobno življenju konverzov, njihove postave glede molitvenega bogoslužja in posta pa je mogoče bolj svobodno prilagoditi njihovim potrebam in zmožnostim. Kartuziji so v veliko korist in oporo, ker včasih opravljajo naloge, ki bi konverze ovirale pri izpolnjevanju njihovih zavezanosti.

### Sprejem v red
Sprejem kandidatov v kartuzijanski red je dolgotrajen proces, pri katerem najprej kandidat v kartuziji preživi en teden. Naslednjič v njej preživi en mesec, in če se odloči za vstop v red, izven samostana uredi vse potrebno za vstop. Ob vrnitvi v kartuzijo novinec prejme črno ogrinjalo, toda do večnih zaobljub mine od sedem do deset let. V redu za novince na dve leti pripravijo začasne obljube. Po posameznikovih večnih zaobljubah se tudi glasuje o sprejemu novinca v skupnost, na volitvah.